# AKIHIRO TAKAYAMA
アキヒロ タカヤマ（高山明弘、AKIHIRO TAKAYAMA、1954年 - ）は、日本の写真家、映像作家。音楽家や文学作家 自然などを撮影している。代表的写真作品はクインシージョーンズ　ボブゲルドフ　ポリス　ラモーンズ　ポールマッカートニー　坂本龍一　ほか世界の著名音楽家多数。

## 概要
東京を主な拠点にレコード会社や出版社から撮影を依頼されて作品制作してきた写真家。レコードジャケットや『ジャズライフ』『キーボード・マガジン』などの音楽専門誌などで作品公開し、ミュージック・フォトグラファーとして多数の著名なミュージシャンのインタビューやコンサート・録音スタジオなどでの撮影取材を行い多量な作品を制作した。
出身は長野県。著名な親族に母親・高山すづ子の兄・塩原俊郎がいる。田村電機製作所重役を務め、日本でドイツからフレックスタイム導入のパイオニアの一人として知られる。欧米視察稿が国会図書館にもある伯父・塩原俊郎は、高山明弘が1974年にオノ・ヨーコを撮影した時のよき理解者で、伯父のフレックスタイム出退社時間自由は、ジョン・レノンのイマジンを内包している現実のステップであることを感じとった。それが写真作品『YOKO ONO photo by AKIHIRO TAKAYAMA』 に表現されている。
父・高山行雄の親族には、東映映画俳優・高倉健の作品をはじめ、映画22作品のムービーフィルムカメラでの撮影をしていた稲田・東映キャメラマンがいる。
母・高山すづ子 は、キングレコード満留紀弘 吟詠剣詩舞会の専属芸術家で吟詠師範であり、日本クラウンレコード株式会社・社長･伊藤正憲からも詩吟の優秀賞状を受けている、父・高山行雄も吟詠師範で共に日本武道館のステージで吟詠している。

## 作品

### 音楽家
1980年
- ロックバンド ザ・ポリス来日公演オフィシャル同行写真撮影[4]。発行部数100万部の『週刊平凡パンチ』誌800号に作品が掲載され、ほか音楽専門誌にも掲載。（〜1981年）
- 全世界リリース ゴールドプラチナディスクになったザ・ポリスのアルバム『ゼニヤッタ・モンダッタ』にフォトクレジットされる[5]。平凡パンチ誌グラビア編集者の加藤明利から平凡パンチ誌のトップ3に入る写真作品であると評される。The Police - Zenyatta Mondattaの音楽アルバムは1980年から2021年までに全世界で130バージョンがリリースされ、Akihiro Takayamaがクレジットされている。
- イギリスのロックバンドジャパンの東京公演を撮影し平凡パンチ誌に掲載。
- 日本のロックバンド特集を平凡パンチ誌に掲載。
- ボブ・ゲルドフ&ブームタウン・ラッツ来日公演オフィシャル同行写真撮影[6]。多数の音楽誌に掲載。
- ラモーンズ来日公演オフィシャル同行写真撮影[7]。多数の音楽誌に掲載。
- 1980年発行部数50万冊のアメリカ老舗音楽誌に高山明弘の写真作品YMO Live photo3worksを掲載。Live show YMO Photo (c) AKIHIRO TAKAYAMA's works on USA MUSIC MAGAZINE "HIT PARADER" 1980 september PUBLISHED selling a half-million copies magazine.

- JAL日本航空がスポンサーのYMO1980年海外公演用の大ブックレット・42cmX60cmx12p・アートポスター多層構成のなかにYMOメンバープロフィールフォトとして掲載された。

1981年
- ブラザース・ジョンソン来日公演オフィシャル同行写真撮影[9]。ブラザース・ジョンソンのシングルレコードジャケット写真でリリース。
- クインシー・ジョーンズ 来日公演オフィシャル同行写真撮影[10]。シングルレコード『ラザマタズ』ジャケット写真と[11]、日本武道館ライブアルバムのインナースリーブポートレートとしてリリースされる[12]。

1982年
- ローリング・ストーンズのベーシスト、ビル・ワイマン来日同行オフィシャル写真撮影[13]。音楽誌などに掲載。
- ブライアン・アダムス来日同行オフィシャル写真撮影[14]。プロモーション公開。
- 『キーボードマガジン』誌の表紙として坂本龍一を撮影。
- イギリスの音楽誌『メロディ・メイカー』誌（1月9日、23日）に日本のロックシーンのフォトレポートとしてサンディー&ザ・サンセッツを掲載。
- コンサートや録音スタジオで機会あるごとに撮影を重ねていた坂本龍一の初出版本（哲学本）『音を視る、時を聴く』に時間空間を理解する為の写真として掲載[15]。
- カシオペアとリー・リトナー、ハービー・メイソン、ネイザン・イースト、ドン・グルーシン、のスタジオレコーディングアルバム　4X4 フォー・バイ・フォー のインナーポートレイト[16] と1983年ジャズライフ誌、アドリブ誌他に掲載。

1983年
- サザンオールスターズを撮影して旺文社『中三時代』誌でグラビア大特集掲載[17]。同誌に坂本龍一対談フォト掲載など。1983年イーグルス創立ヒットメンバーのランディーマイズナーを撮影し音楽誌に掲載、2017年に4K立体視表現3Dを公開。

1995年
- イエロー・マジック・オーケストラ YMOのベストアルバム2CDオーバーシーズコレクションのジャケットフォト[18] COVERでリリースされる（1980年にYMOのビデオ制作スタジオにて写真撮影した作品）。

2019年
- SonyMusic から『YMOテクノデリック Collector's Vinyl Edition BOX』の大型ブックレットでレコーディングスタジオの YMO phto Akihiro Takayama 写真作品を公開 [19]

2001年
- ボブ・ゲルドフ＆ブームタウン・ラッツのブームタウンラッツ・オフィシャルWebサイトから1980年日本公演を撮影した作品が2001年から公開されている。[20]

2002年
- マーキー・ラモーン&スピードキングス ジャパンツアーのオフィシャル写真ビデオ撮影[21]。アルバムジャケット写真撮影 アメリカ用シングルレコード（ラジオ局・DJコンソール用アナログレコード盤）のジャケット写真でリリース。2年6ヶ月間マーキー・ラモーン&スピードキングスのオフィシャルWEBサイトのトップ特大映像として公開。

2004年
- ラモーンズを称える世界各国のロッカーで制作されたCDアルバム『RAMONES TODOS SOMOS』のブックレットにラモーンズ・オリジナル写真を掲載。

2006年
- マーキー・ラモーン ジャパンツアー東京ライブをオフィシャル写真ビデオ撮影&録音。ライブCDをマーキー・ラモーンと計画。ラモーンズのオフィシャルWEBサイトから1980年に撮影したラモーンズのオリジナルWEB写真展が6ヶ月間紹介される。

2007年
- ザ・ポリスのスチュアート・コープランドのオフィシャルWEBサイトから、1980年1981年に撮影したザ・ポリス オリジナルWEB写真展が2007年2月から2009年6月の間NEWS欄で紹介される。[22]
- 4月、坂本龍一の哲学本『音を視る、時を聴く』に時間空間を理解する為の写真として掲載、文庫本新刊として筑摩書房より2007年版新リリースされる。

2009年
- アメリカとカナダ圏向け書籍『THE POLICE 'WALKING ON THE MOON'』に写真家プロフィール付きで12写真作品を掲載し、200年前から出版歴のあるアメリカ老舗出版社　WILEY出版社から出版。[23]

2010年
- 英国圏向け書籍『THE POLICE 'WALKING ON THE MOON'』に写真家プロフィール付きで4写真作品を掲載し英国出版社AURUMから出版。[24] 現在AURUM出版は The Quarto Group [25]
- 北欧フィンランド国向け書籍『THE POLICE 'WALKING ON THE MOON'』に写真家プロフィール付きで12写真作品を掲載してJOHNNY KNIGA KUSTANNUS . IMPRINT OF WERNERSODERSTROM CORPORATION からフィンランド語で出版。[26]

2020年
- この年から、世界の芸術家・美術品・文化遺物を閲覧できる"Google Art and Culture" に、Akihiro Takayamaのプロフィールとバナー、実在クレジットのインフォーメーションヘッダーが3年間公開されていた。芸術文化への賛同記録一部がプレスリリース用にデータメモリーサイトから限定公開されているビートルズ　ジョンレノン　ポールマッカートニー　エリザベス女王　オバマ大統領　ボブディラン　ミックジャガー他多数への芸術コメント＆Google Art and Culture経由のリンク。[27]

### 作家シリーズ
- 1979年 - 水上勉『越前竹人形の会』公演同行オフィシャル撮影。
- 1982年 - 本の専門雑誌「チャンス」誌に日本の作家のポートレートを撮影し6ヶ月間シリーズ発表する。

筒井康隆、つかこうへい、尾辻克久、斎藤澪、田原総一朗
、高野孟、田中康夫
、糸川英夫、
半村良 小川 国夫 )ほか多数の文学賞著名作家。
- 2007年 - 機会あるごとに撮影を重ねていた作家・政治家 田中康夫[31]をオリジナルポートレイトでTシャツを制作しWEBで発表（田中康夫・承諾済）。

### 文化シリーズ
- 発行部数100万冊の平凡パンチ誌1980年9月15日号にイエローマジックオーケストラを取材撮影し、コンピュータと瞑想演奏する細野晴臣、高橋幸宏、坂本龍一の写真３作品 著作 AKIHIRO TAKAYAMA を公開した。 YMOワールドツアーにかける世界制覇戦略コンセプト、近代日本の黄金期ジャパンアズナンバーワンの証としても表現され躍進した。[32]
- 1980年 - 『週刊マンガタイムス』誌で稲川淳二のインタビューシリーズ写真を6ヶ月間連載。
- 1982年〜1983年 - 『週刊ポスト』誌に日本の快楽文化地帯のフォトレポート集を多数発表。500円硬貨デビュー物語を写真取材して週刊ポスト誌で発表。など

### 自然シリーズ
- 1980年代-1990年代に超私的リアルタイムダイレクト編集ビデオ作品を撮影制作（未発表）。

### 1999年からWEBシリーズ
- 撮影してきた膨大な写真・ビデオ作品をWEB-ARTなどに制作してWEBで公開中[33]。

### 写真作品銘
全撮影アキヒロ タカヤマ（1972年から2018年までの撮影）
ALL ORIGINAL PHOTO BY AKIHIRO TAKAYAMA all rights reserved 
QUINCY JONES (1981年) ／ 
BOB GELDOF & THE BOOMTOWNRATS (1980年) ／ 
THE POLICE (1980,1981年) ／ 
STING ／ 
ANDY SUMMERS ／ 
STEWART COPELAND ／ 
RAMONES (1980年) ／ 
JOEY RAMONE ／ 
DEE DEE RAMONE ／ 
JOHNNY RAMONE ／ 
MARKY RAMONE (1980,2002,2006年) ／ 
BRYAN ADAMS (1982年) ／ 
SEIJIRO UDO MUSIC PROMOTER (1980,1981年) ／ 
BILL WYMAN (Bass of The Rolling Stone) (1982年) ／ 
BROTHERS JOHNSON (1981年) ／ 
JACKSON BROWNE (1977年) ／ 
JOHN DAVID SOUTHER ／ 
STRANGLERS (1979年) ／  
THE JAPAN (1980年) ／ 
THE NACK (1980年) ／ 
THE STRAY CATS (1981年) ／ 
THE KINKS (1982年) ／ 
WILL LEE bass (1983年) ／ 
LEE RITENOUR (1982年) ／ 
PAUL McCARTNEY ／ 
YOKO ONO (1974年) ／ 
NATHAN EAST ／ 
BARNEY KESSEL (1977年) ／ 
RICHIE COLE (1983年) ／ 
NELSON RIDDLE (1984年) ／ 
BOOKER T JONES (1980年) ／ 
JEFF BAXTER (DOOBEE BROTHERS) (1980,1982年) ／ 
TOMMY SHOW (1980年) ／ 
TOM ROBBINSON ／ 
BRIAN ENO (1983年) ／ 
RANDY MEISNER (1983年) ／ 
SUGAR BABE TATSURO YAMASHITA (1975年) ／ TAEKO OHNUKI (1975年) ／ RYUIHI SAKAMOTO (1980 - 1983年) ／ HIROSHI SATO (1982年) ／ MARIYA TAKEUCHI (1980年) ／ TAKURO YOSHIDA (1980年) ／ MICKEY CURTIS (1980 - 1983年) ／ CASIOPEA (1980 - 1983年)  ／ 多数のグラミー賞受賞著名音楽家とくにクインシー・ジョーンズはグラミー賞受賞歴世界最多の音楽家

### ライター
SOICHIRO TAHARA (1982年) ／ YASUO TANAKA(1982年,2004 - 2007年) ／ MIO SAITOH (1982年) ／ HAJIME TAKANO (1982年) ／ KATSUHISA OTSUJI'GENNPEI AKASEGAWA ／ YASUTAKA TSUTSUI (1982年) ／ TSUTOMU MINAKAMI (1979年) ／ HIDEO ITOKAWA ／ KOHEI TSUKA ／ NOBUHIKO OCHIAI ／ RYO HANMURA ／ KUNIO OGAWA (1982年) ／  多数の文学賞受賞作家　